# 阪急阪神ビジネストラベル
株式会社阪急阪神ビジネストラベル（はんきゅうはんしんビジネストラベル）は、大阪府大阪市北区梅田2丁目に本社を置く阪急交通社傘下の旅行業者である。

## 概要・歴史
1948年2月22日に阪急電鉄が代理店部を設立して航空代理店業務を開始し、同年11月に阪神電気鉄道が航空代理店の業務開始し、海外業務渡航を中心に旅行代理店業務を行ったのが始まりである。
阪急電鉄の側は1960年10月5日に代理店部が分社化し株式会社阪急国際交通社が設立され、1962年4月に初代株式会社阪急交通社を吸収合併して2代目株式会社阪急交通社と社名を変更し、その後は2代目株式会社阪急交通社が事業を行い、阪神電気鉄道の側は電鉄会社本体の航空営業部で事業を続けていたが、阪急も阪神も共に業務渡航に強みを持っていた。
村上ファンドの電撃的な阪神株買い占めへの対抗策として行われた阪急ホールディングスによって行われた株式の公開買い付けを経て2006年10月1日に親会社の阪神電気鉄道と阪急ホールディングスが経営統合したことを受け、両社共に阪急阪神ホールディングスの傘下に入った。
これに伴い、2007年3月より予約システムを統一して2代目株式会社阪急交通社と阪神電気鉄道航空営業部が各店舗で相互のオリジナルブランド旅行パッケージ商品の販売を開始し、共同仕入れや取り扱う旅行保険の一本化などを進めて経費削減を進められ、事業統合への準備として2007年10月に法人としての当社が設立され、2008年4月に阪神電気鉄道から旅行業を分離して継承して阪神航空株式会社として事業を開始した。
当社の事業開始は、2008年4月1日に2代目株式会社阪急交通社が中間持株会社阪急阪神交通社ホールディングスとなり、2代目株式会社阪急交通社の旅行代理店部門を3代目株式会社阪急交通社が継承し、当社と共に阪急阪神交通社ホールディングスの傘下に入ったのと同時であり、阪急阪神の旅行事業統合の一環であった。
その後、阪急阪神交通社ホールディングス傘下の各社を事業ごとに統合･再編することになった際に、阪神航空株式会社が主力事業としていた業務渡航を当社に集約し、一般的な旅行代理店業務は3代目株式会社阪急交通社へ集約されることになり、阪神航空のフレンドツアーなどを扱う部門が3代目株式会社阪急交通社へ事業譲渡されると共に、当社へは3代目株式会社阪急交通社から業務渡航部門が事業譲渡され、当社は業務渡航を専門とする阪急阪神ビジネストラベルへ再編されて社名も変更された。

## 沿革
- 2007年（平成19年）10月 - 阪神航空株式会社設立
- 2008年（平成20年）4月1日 - 阪神電気鉄道から旅行業を継承して事業を開始
- 2010年（平成22年）4月1日 - 株式会社阪急阪神ビジネストラベルに商号変更